# Sân bay Long Akah
Sân bay Long Akah (IATA: LKH, ICAO: WBGL) là một sân bay ở Long Akah thuộc bang Sarawak,Malaysia.

## Hàng không và điểm đến
- Malaysia Airlines
  - MASwings (Marudi, Miri)